# Nasrallah Butrus Sfeir
Nasrallah Butrus kardinál Sfeir (15. května 1920, Reyfoun – 12. května 2019, Bejrút) byl libanonský katolický kněz, v letech 1986 až 2011 76. maronitský patriarcha Antiochie, kardinál.

## Kněz
Studoval filozofii a teologii na Univerzitě svatého Josefa v Bejrútu. Kněžské svěcení přijal 7. května 1950. V roce 1956 se stal sekretářem patriarchální kurie v Bkerke a přednášel arabskou filozofii.

## Biskup a patriarcha
Dne 19. června 1961 byl zvolen a o čtyři dny později potvrzen papežem Janem XXIII. jako titulární maronitský biskup Tarsu. Biskupské svěcení přijal 16. července téhož roku. Zůstal sekretářem patriarchátu. Od roku 1975 byl předsedou výkonné rady Konference katolických patriarchů a biskupů Libanonu. Podílel se na práci Charity v Libanonu.
Dne 19. dubna 1986 byl zvolen maronitským patriarchou Antiochie a 27. dubna téhož roku intronizován. 7. května 1986 tuto volbu potvrdil papež Jan Pavel II. Jako patriarcha vysvětil více než 40 biskupů, zřídil nové diecéze a promulgoval nový maronitský misál a lekcionář (v roce 1992).

## Kardinál
Při konzistoři 26. listopadu 1994 ho Jan Pavel II. jmenoval kardinálem (šlo v pořadí o třetího kardinála z řad Maronitské katolické církve). Byl předsedou Konference katolických patriarchů a biskupů Libanonu. V roce 1995 předsedal speciálnímu synodu biskupů, který se věnoval situaci v Libanonu. Ovládal arabštinu, aramejštinu, francouzštinu, latinu, italštinu a angličtinu.
Ve své funkci hlavy Maronitské katolické církve se rovněž angažoval ve veřejném životě Libanonu. Vyzýval ke stažení syrských vojsk ze země a k přenesení politických sporů ze sféry vojenské do sféry parlamentní. Svojí činností si rovněž získal uznání muslimských obyvatel Libanonu. Na funkci patriarchy rezignoval v únoru 2011. Jeho nástupcem byl zvolen Béchara Butrus Raï.